# 三野瀨站

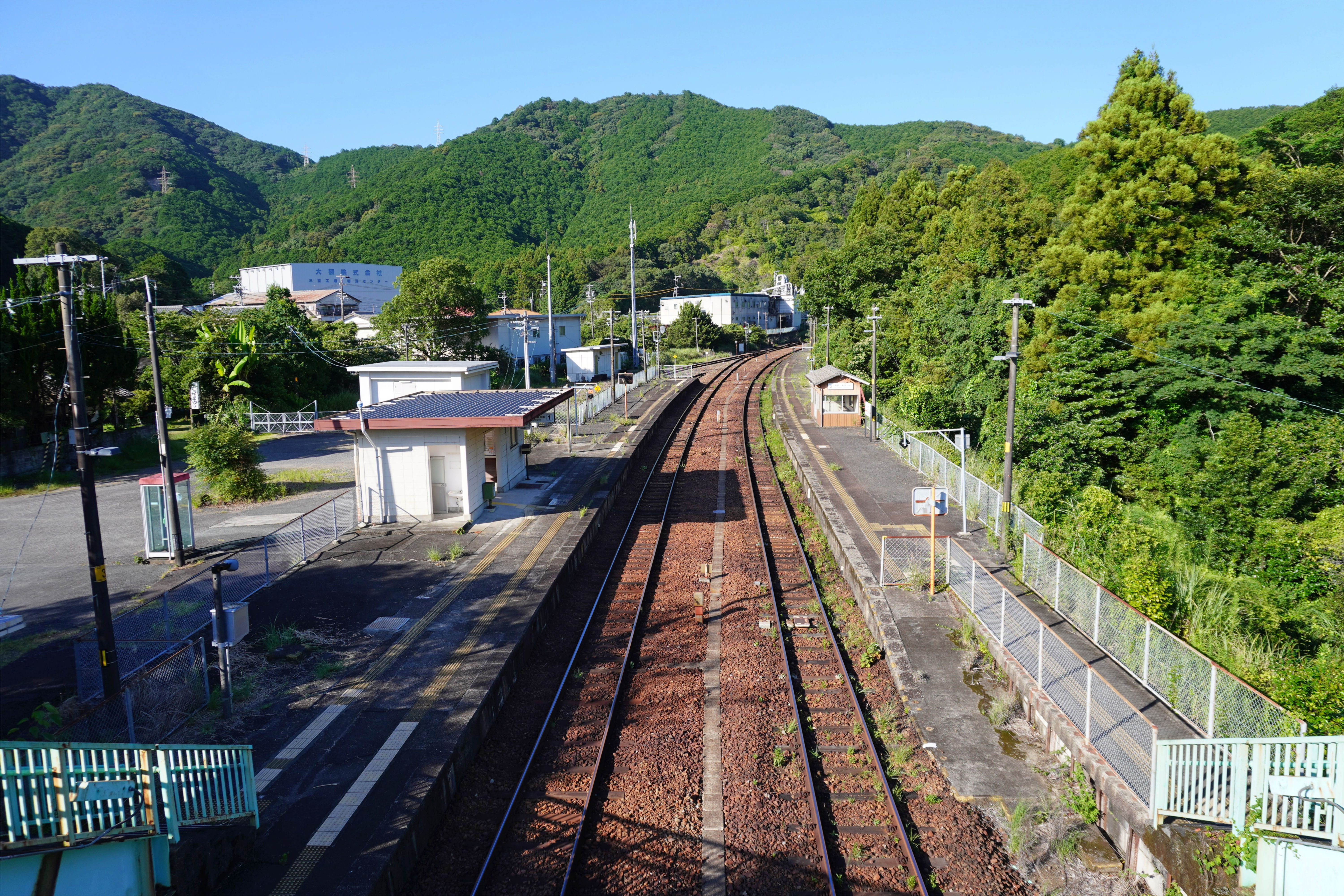
月台（2023年7月）

三野瀨站（日语：／ Minose eki */?）是位於三重縣北牟婁郡紀北町三浦，東海旅客鐵道（JR東海）的紀勢本線車站。
車站名稱三野瀨，是來自三浦、道瀨和海野三地名而成的舊村名三野瀨村而命名。

## 歷史
- 1932年（昭和7年）4月26日：國鐵紀勢東線紀伊長島站至此站之間開業，此站啟用[1]。
- 1934年（昭和9年）12月19日：國鐵紀勢東線此站至尾鷲站開業[1]。
- 1945年（昭和20年）7月25日：在停車中的上下行列車被機關槍掃射，使13人死亡(在不同的資料中人數有所相異)。
- 1959年（昭和34年）7月15日：三木里站至新鹿站之間開通，同時路線改名為紀勢本線[1]。
- 1983年（昭和58年）12月21日：成為無人車站[2]。
- 1987年（昭和62年）4月1日：伴隨國鐵分割民營化，車站由東海旅客鐵道（JR東海）營運[1]。

## 車站構造
車站設有2面2線的相對式月台，為地面車站。月台之間設有跨線橋。前車站大樓已經撤走，並於同一處設置新的簡單車站大樓。車站由紀伊長島站管理的無人車站。

### 月台
| 月台 | 路線      | 上下行 | 方向             |
| ---- | --------- | ------ | ---------------- |
| 1    | ■紀勢本線 | 上行   | 松阪、名古屋方向 |
| 2    | ■紀勢本線 | 下行   | 尾鷲、新宮方向   |

## 使用狀況
根據「三重縣統計書」，以下列出近年1日平均乘車人次。
| 年度   | 一日平均 乘車人次 |
| ------ | ----------------- |
| 1998年 | 44                |
| 1999年 | 40                |
| 2000年 | 31                |
| 2001年 | 37                |
| 2002年 | 32                |
| 2003年 | 40                |
| 2004年 | 41                |
| 2005年 | 42                |
| 2006年 | 39                |
| 2007年 | 40                |
| 2008年 | 43                |
| 2009年 | 42                |
| 2010年 | 35                |
| 2011年 | 30                |
| 2012年 | 31                |
| 2013年 | 37                |
| 2014年 | 36                |
| 2015年 | 37                |
| 2016年 | 35                |
| 2017年 | 37                |

## 車站周邊
- 紀北町政廳三野瀨出張所
- 紀北町立三浦小學
- 三野瀨郵局
- 海藏寺
- 熊野古道伊勢路 三浦峠、始神峠
- 三浦港 - 離岸地區包括鈴島（日语：鈴島）在內為鳥獸保護區。

## 其他
在車站大樓重建時，把被機關槍掃射造成彈痕的支柱保存，放置於紀伊長島町鄉土資料館。

## 相鄰車站
東海旅客鐵道（JR東海）
紀勢本線
紀伊長島－三野瀨－船津

## 注腳